# Pena Monteira
Pena Monteira es una aldea española situada en la parroquia de Rodieiros, del municipio de Boimorto, en la provincia de La Coruña, Galicia.

## Demografía
| Gráfica de evolución demográfica de Pena Monteira entre 2000 y 2018 |
|                                                                     |
| Datos según el nomenclátor publicado por el INE.                    |